# 전투도끼

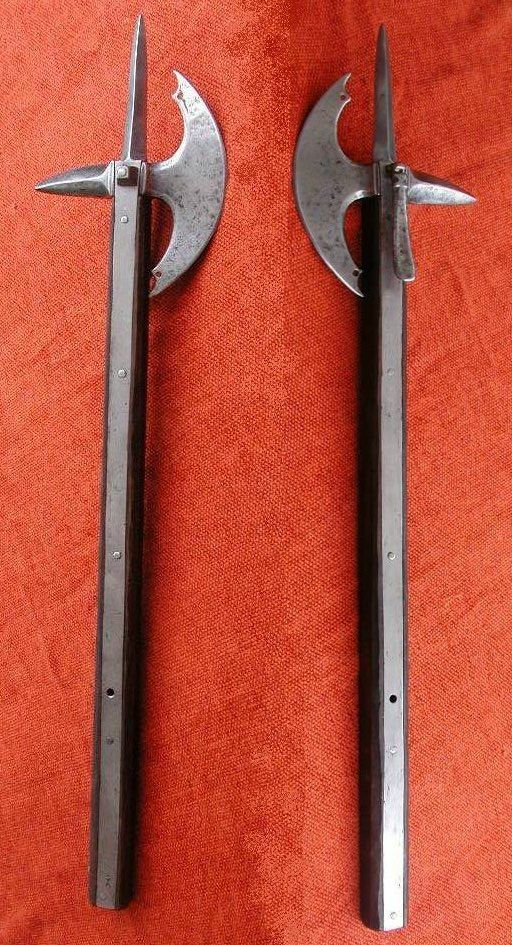

전투도끼(戰斧)는 전장에서 특별히 사용되는 도끼이다.
전투용으로 특별히 설계된 도끼이다. 전투 도끼는 유틸리티 도끼의 특수 버전이었다. 대부분은 한 손으로 사용하기에 적합한 반면 다른 것들은 더 크고 양손으로 배치되었다.
전쟁용으로 설계된 도끼의 무게는 0.5~3kg(1~7lb)이 조금 넘고 길이는 30cm(1ft)에서 150cm(5ft) 이상이었다. 스파스 도끼(sparth axe). 150cm보다 긴 쪼개기 무기(Cleaving weapon)는 장병무기(폴암) 범주에 속한다.

## 같이 보기
- 바디시
- 속간
- 토마호크 (도끼)